# MOL Sunflower
Pour les articles homonymes, voir Mol et Sunflower.
MOL Sunflower (商船三井さんふらわあ, Shōsen Mitsui Sanfurawā) est une compagnie de navigation maritime japonaise assurant le transport de passagers, de véhicules et de fret sur des liaisons maritimes reliant la région du Kantō à l'île d'Hokkaidō ainsi que le Kansai à l'île de Kyūshū. Créée le 1er octobre 2023, l'entreprise est issue de la fusion des compagnies MOL Ferry et Ferry Sunflower, toutes deux filiales du groupe Mitsui O.S.K. Lines, et exploite actuellement le plus important réseau de lignes maritimes du Japon desservi par un même opérateur, s'étendant de Kyūshū à Hokkaidō.

## Historique
Les origines de MOL Sunflower remontent à l'année 1972 lorsque deux compagnies maritimes commencent indépendamment l'une de l'autre leurs activités. La première, Nippon Kosoku Ferry, filiale à l'époque de l'armateur Terukoku Yusen, est lancée le 1er février et opère des liaisons entre les îles d'Honshū et de Kyūshū avec de luxueux car-ferries arborant un emblème représentant un tournesol qui deviendra rapidement populaire dans l'archipel. La seconde, Nippon Enkai Ferry, déjà filiale de Mitsui O.S.K. Lines (MOL), réalise sa première traversée le 27 avril entre Tokyo et Tomakomai sur l'île d'Hokkaidō. Si les activités de cette dernière deviendront pérennes tout au long des années 1970 et 1980, il n'en sera cependant pas de même pour Nippon Kosoku Ferry qui sera frappée par d'importantes difficultés financières tout au long de son existence. Cette situation amène au rachat de la compagnie par le groupe MOL en 1990, aboutissant alors à une première tentative de fusion avec Nippon Enkai Ferry afin de constituer un armement unique baptisé Blue Highway Line et opérant simultanément sur les lignes de Kyūshū et d'Hokkaidō. Cette entité rencontrera cependant à son tour d'importantes difficultés qui déboucheront sur la scission des activités à partir de 2000. Sur les lignes d'Hokkaidō, Blue Highway Line sera vite dissoute au profit de la nouvelle compagnie MOL Ferry à partir de 2001 tandis que sur le réseau de  Kyūshū, la flotte sera exploitée dans un premier temps sous le nom de Blue Highway Line West Japan avant que cette entité ne soit absorbée en 2007 par une autre filiale de MOL, Diamond Ferry, qui partagera l'exploitation des lignes avec la compagnie Kansai Kisen. Ces deux compagnies, filiales du groupe MOL, fusionneront finalement en 2009 pour former l'entité Ferry Sunflower. 
Le 13 février 2023, le groupe MOL annonce qu'un projet de fusion de MOL Ferry et Ferry Sunflower est sur le point de se concrétiser. À l'instar de l'ancienne Blue Highway Line des années 1990, les activités et les flottes des deux compagnies seraient réunies au sein d'une entité unique opérant simultanément sur les réseaux de Kyūshū et d'Hokkaidō. La réunification des deux compagnies est avant tout le résultat de la volonté du groupe MOL d'améliorer la gestion de l'entreprise en accordant une attention particulière à l'évolution des normes environnementales et de la technologie numérique. Ainsi, l'un des principaux objectifs de la nouvelle compagnie sera d'accélérer la décarbonation de son outil naval, initiée cette année-là avec la mise en service des jumeaux Sunflower Kurenai et Sunflower Murasaki sur les lignes de Kyūshū. La centralisation de la gestion de la société permettrait de mieux anticiper d'éventuelles mauvaises conjonctures et proposer des solutions adéquates à des problèmes tels que la pénurie de chauffeurs routiers impactant le trafic du fret au sein du territoire japonais. Le 5 juin, le nom de la nouvelle entité est officiellement dévoilée, celle-ci se nommera MOL Sunflower et reprendra sans surprise le fameux emblème représentant un tournesol et naviguant sur les lignes intérieures japonaises depuis plus de 50 ans. Cette nouvelle compagnie hérite alors d'une flotte de dix ferries, cinq rouliers ainsi que du plus important réseau de lignes maritimes du Japon.
Les activités de MOL Sunflower commencent officiellement le 1er octobre 2023.

## Lignes desservies
MOL Sunflower exploite le plus grand réseau de lignes maritimes du Japon. La compagnie opère toute l'année des traversées entre le Kantō et Hokkaidō ainsi que vers différents ports de l'île de Kyūshū depuis Ōsaka et Kobe.
En parallèle du transport de passagers, MOL Sunflower exploite également des roulier assurant le transport de fret entre Tokyo et l'île de Kyūshū.

### Kantō-Hokkaidō
| Ligne             | Durée         | Navires                                                                                                 |
| ----------------- | ------------- | --- |
| Ōarai - Tomakomai | au moins 17 h | Sunflower Sapporo et Sunflower Furano (1er départ), Sunflower Shiretoko et Sunflower Kamuy (2e départ), |

### Kansai-Kyūshū
| Ligne            | Durée         | Navires                                  |
| ---------------- | ------------- | ---------------------------------------- |
| Ōsaka - Shibushi | au moins 14 h | Sunflower Kirishima et Sunflower Satsuma |
| Ōsaka - Beppu    | au moins 10 h | Sunflower Kurenai et Sunflower Murasaki  |
| Kobe - Ōita      | au moins 10 h | Sunflower Pearl et Sunflower Gold        |

## Flotte

### Flotte actuelle
La flotte de MOL Sunflower, constituée des anciennes flottes de MOL Ferry et Ferry Sunflower, compte, au 25 décembre 2024, seize navires, dont onze ferries et cinq rouliers.
| Navire              | Pavillon | Type    | Construction | Entrée en flotte | tonnage    | Longueur | Largeur | Capacité  | Capacité  | Capacité  | Vitesse    | Statut     |
| Navire              | Pavillon | Type    | Construction | Entrée en flotte | tonnage    | Longueur | Largeur | Passagers | Véhicules | Remorques | Vitesse    | Statut     |
| ------------------- | -------- | ------- | ------------ | ---------------- | ---------- | -------- | ------- | --------- | --------- | --------- | ---------- | ---------- |
| Sunflower Murasaki  |          | Ferry   | 2023         | 2023             | 17 300 UMS | 199,90 m | 28 m    | 710       | 100       | 136       | 22,5 nœuds | En service |
| Sunflower Kurenai   |          | Ferry   | 2023         | 2023             | 17 300 UMS | 199,90 m | 28 m    | 710       | 100       | 136       | 22,5 nœuds | En service |
| Sunflower Sapporo   |          | Ferry   | 2017         | 2023             | 13 816 UMS | 199,70 m | 27,20 m | 636       | 100       | 160       | 24 nœuds   | En service |
| Sunflower Furano    |          | Ferry   | 2017         | 2023             | 13 816 UMS | 199,70 m | 27,20 m | 636       | 100       | 160       | 24 nœuds   | En service |
| Sunflower Kirishima |          | Ferry   | 2018         | 2023             | 13 659 UMS | 192,50 m | 27 m    | 709       | 140       | 121       | 23 nœuds   | En service |
| Sunflower Satsuma   |          | Ferry   | 2018         | 2023             | 13 659 UMS | 192,50 m | 27 m    | 709       | 140       | 121       | 23 nœuds   | En service |
| Sunflower Pearl     |          | Ferry   | 2008         | 2023             | 11 178 UMS | 165,50 m | 27 m    | 748       | 75        | 147       | 23,2 nœuds | En service |
| Sunflower Gold      |          | Ferry   | 2007         | 2023             | 11 178 UMS | 165,50 m | 27 m    | 748       | 75        | 147       | 23,2 nœuds | En service |
| Sunflower Kamuy     |          | Ferry   | 2024         | 2024             | 15 512 UMS | 199,40 m | 28,60 m | 157       | 50        | 155       | 24 nœuds   | En service |
| Sunflower Shiretoko |          | Ferry   | 2001         | 2023             | 11 410 UMS | 190 m    | 26,40 m | 154       | 62        | 160       | 24,9 nœuds | En service |
| Sunflower Daisetsu  |          | Ferry   | 2001         | 2023             | 11 401 UMS | 190 m    | 26,40 m | 154       | 62        | 160       | 24,9 nœuds | Désarmé    |
| Suou                |          | Roulier | 2019         | 2023             | 11 674 UMS | 179,90 m | 27 m    | -         | 220       | 160       | 23 nœuds   | En service |
| Buzen               |          | Roulier | 2019         | 2023             | 11 675 UMS | 179,90 m | 27 m    | -         | 220       | 160       | 23 nœuds   | En service |
| Musashi Maru        |          | Roulier | 2003         | 2023             | 13 927 UMS | 166,03 m | 27 m    | -         | 120       | 160       | 23 nœuds   | En service |
| Sunflower Tokyo     |          | Roulier | 2003         | 2023             | 10 503 UMS | 166,90 m | 27 m    | -         | 251       | 160       | 23 nœuds   | En service |
| Sunflower Hakata    |          | Roulier | 2003         | 2023             | 10 507 UMS | 166,90 m | 27 m    | -         | 251       | 160       | 23 nœuds   | En service |

### Futurs navires
En février 2022, MOL Ferry a annoncé la commande de deux nouveaux car-ferries aux chantiers Naikai Zōsen. Destinés à remplacer les jumeaux Sunflower Daisetsu et Sunflower Shiretoko à l'horizon 2025, le premier d'entre eux, baptisé Sunflower Kamuy a été mis à l'eau le 11 avril 2024 et livré le 25 décembre. Son sister-ship, le Sunflower Pirka a quant à lui été lancé le 5 septembre,. Tout comme les Sunflower Kurenai et Sunflower Murasaki, les deux nouveaux navires seront équipés d'une propulsion au gaz naturel liquéfié.
| Navire          | Pavillon | Type  | Chantier     | Livraison | Tonnage    | Longueur | Largeur | Capacité  | Capacité  | Capacité  | Vitesse | Statut               |
| Navire          | Pavillon | Type  | Chantier     | Livraison | Tonnage    | Longueur | Largeur | Passagers | Véhicules | Remorques | Vitesse | Statut               |
| --------------- | -------- | ----- | ------------ | --------- | ---------- | -------- | ------- | --------- | --------- | --------- | ------- | -------------------- |
| Sunflower Pirka |          | Ferry | Naikai Zōsen | 2025      | 15 600 UMS | 199,4 m  | ?       | 157       | 50        | 155       | ?       | En cours de finition |